# The Raiders
The Raiders er en amerikansk stumfilm fra 1916 af Charles Swickard.

## Medvirkende
- H.B. Warner som Scott Wells
- Dorothy Dalton som Dorothy Haldeman
- Henry Belmar som David Haldeman
- Robert McKim som Jerrold Burnes
- George Elwell som Jimmy Callaghan